# Académie de Nîmes
 (septembre 2018).
Si vous disposez d'ouvrages ou d'articles de référence ou si vous connaissez des sites web de qualité traitant du thème abordé ici, merci de compléter l'article en donnant les références utiles à sa vérifiabilité et en les liant à la section « Notes et références ».
L'Académie de Nîmes est une société savante nîmoise dont les objets sont l'histoire et la valorisation du patrimoine culturel local. Initialement fondée en 1682, elle disparaît à la Révolution française, puis elle est recréée en 1801. Elle a son siège dans l'hôtel de l'Académie.

## Histoire
Fondée à l'instigation de Jules de Fayn, l'Académie de Nîmes reçoit en août 1682 des lettres patentes de Louis XIV la faisant jouir de privilèges semblables à ceux de l'Académie française.
Supprimée en 1793 et pour la durée de la période révolutionnaire, comme toutes les académies d'Ancien Régime, elle est recréée en 1801 sous le nom de Lycée du Gard, puis elle prend l'intitulé d'Académie du Gard en 1802[réf. souhaitée]. En 1878, elle retrouve son nom d'Académie de Nîmes.
En 2019, elle compte 60 membres, dont 36 membres ordinaires, 24 membres non résidants, des membres honoraires et des membres correspondants. Ses séances ordinaires ont lieu tous les quinze jours d'octobre à juillet ; elle tient une séance annuelle en début d'année. Elle publie régulièrement depuis 1804 un tome de Mémoires annuel et depuis 1842 un Bulletin trimestriel des séances. L'Académie a conservé son sceau d'origine, représentant une couronne de palmes, au milieu de laquelle figure sa devise « Aemula/Lauri/1682 » avec un complément plus tardif : « Académie de Nîmes ».
L'académie est membre de la Conférence nationale des académies des sciences, lettres et arts.
Elle se compose traditionnellement de 12 catholiques (dont deux prêtres), 12 protestants (dont deux pasteurs) et 12 « indépendants » (aussi appelés « sauvages »).

## Objectifs et actions
Les lettres patentes donnent pour mission :
- l’étude de l’antiquité « pour l’intelligence de ce qu’il y a de rare et de plus obscur dans les débris qui… restent des ouvrages des Romains » et
- «… de joindre la pureté du langage français à la connaissance de l’antique histoire » et de parler « le langage de la Cour, de même que leurs ancêtres parlaient le langage de Rome. »

L’Académie de Nîmes a pour but la connaissance du passé et la sauvegarde du patrimoine nîmois. Elle possède :
- une bibliothèque située dans l’hôtel de l’Académie ;
- un fonds de plus de 44 700 cartes postales anciennes représentant des édifices religieux de tous les départements de France ;
- un fonds d'archives, notamment la correspondance, les travaux, les concours du XIXe siècle au XXe siècle.

### Prix
L'Académie de Nîmes décerne deux prix :
- le prix Sydney-Forado, décerné de 2000 à 2015, tous les deux ans, à l’auteur d’un travail de recherche historique inédit, concernant Nîmes ou le Gard. Le fonds qui le dotait est épuisé[4].
- le prix Marthe-Issoire, décerné tous les deux ans, de 2000 à 2017[4], à un jeune talent, âgé de 15 ans minimum, pour une œuvre littéraire inédite de moins de 151 pages.

Le prix Jules-Salles n'est en revanche plus distribué[Depuis quand ?].

### Bibliothèque
Le catalogue de la bibliothèque répertorie 8 000 ouvrages.
Il est de coutume que les membres de l'Académie y remettent un exemplaire de chacune des publications auxquelles ils ont contribué. Le fonds s'accroît également par des dons de livres. Il comporte des collections occitanes, où est surtout représenté le Félibrige, ainsi que quelques manuscrits.

## Publications
- Notices et travaux série publiée entre 1805 et 1834.

1. Les Notices et travaux de 1807 à 1822 sont disponibles sur Gallica, la bibliothèque numérique de la Bibliothèque nationale de France : Notices et travaux de 1807 à 1822

- Mémoires série publiée à partir de 1835.

1. les Mémoires publiés entre 1835 et 1877 sont disponibles sur Gallica, la bibliothèque numérique de la Bibliothèque nationale de France : Mémoires publiés entre 1835 et 1877
2. les Mémoires publiés entre 1878 et 1908 sont disponibles sur Gallica, la bibliothèque numérique de la Bibliothèque nationale de France : Mémoires publiés entre 1878 et 1908

L'index des Mémoires est ici.
- Procès verbaux série publiée entre 1842 et 1877, 31 vol..

1. les Procès verbaux, publiés entre 1843 et 1877 sont majoritairement disponibles sur Gallica, la bibliothèque numérique de la Bibliothèque nationale de France : Procès verbaux, publiés entre 1843 et 1877

- Bulletin série publiée à partir de 1878.

## Membres
Voir la liste des fauteuils depuis 1801.